# Glossaire de la course camarguaise
Le glossaire de la course camarguaise recense et définit les termes liés à ce sport. Certains sont communs avec ceux du glossaire de la tauromachie.
- Haut – A
- B
- C
- D
- E
- F
- G
- H
- I
- J
- K
- L
- M
- N
- O
- P
- Q
- R
- S
- T
- U
- V
- W
- X
- Y
- Z

## A

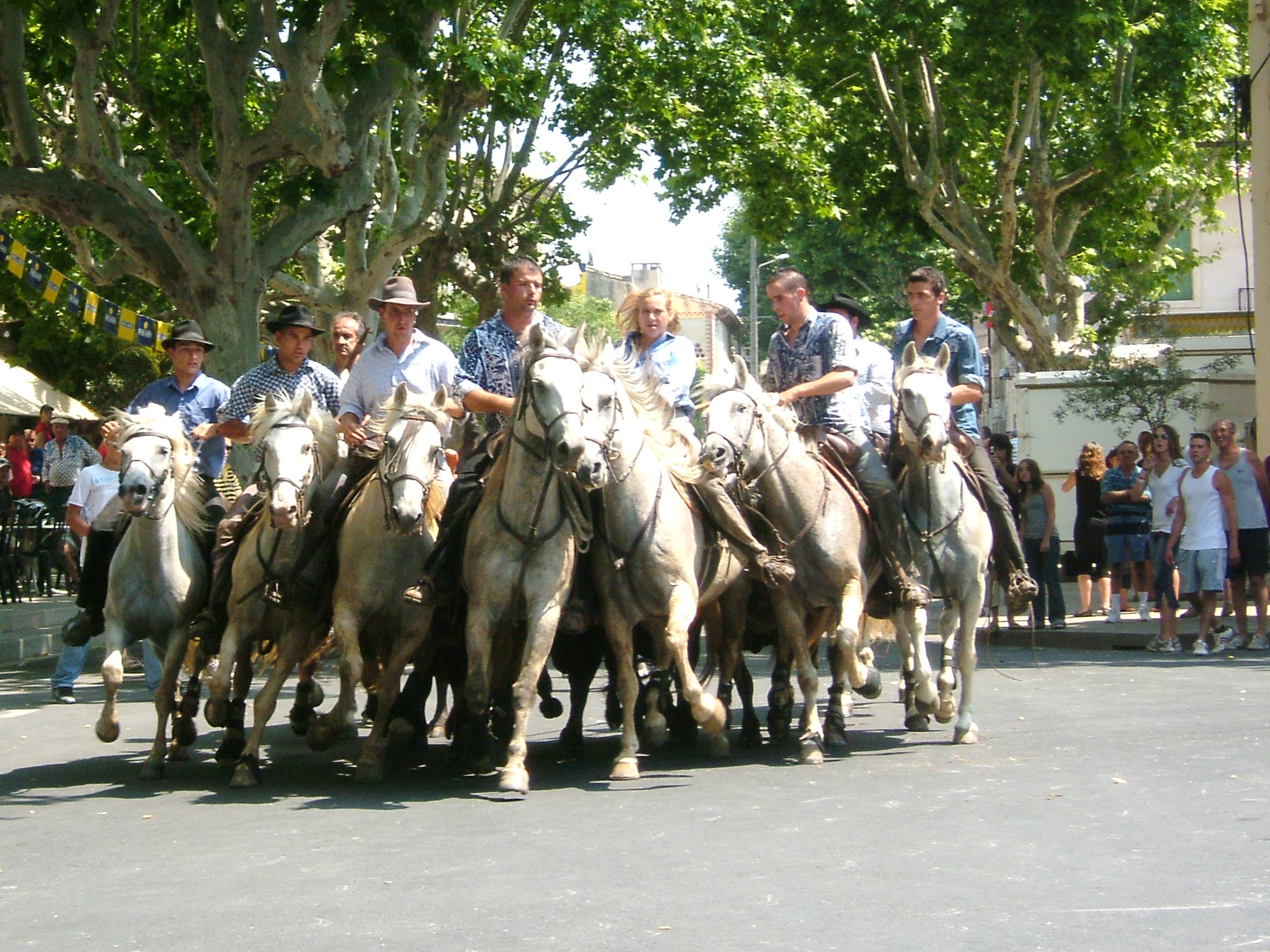
Abrivado

AbrivadoTaureaux de Camargue lâchés dans les rues d'une ville ou d'un village lors des courses camarguaises. Entourés de gardians, qui empêche les attrapaïres de les détourner de leur route, ils se dirigent vers les arènes. L'équivalent de l'abrivado ou abrivade (mot provençal) dans la course espagnole  est : encierro.
Afeciouna
; équivalent provençal de l'espagnol aficionado. D'après Frédéric Mistral, le mot signifie « passionné », « zélé », « qui a du goût » pour.
Attrapaïresjeunes hommes surgis du public pour essayer d'attraper les taureaux et les faire sortir du troupeau, lors des abrivados ou des bandidos, en essayant de tromper la vigilance des gardians.
Attributs primésils sont composés de la cocarde, de deux glands, du « frontal » ou ficelle passée derrière les cornes, et de deux ficelles enroulées chacune à la base de chaque corne. Les raseteurs doivent les décrocher pour gagner des points et de l'argent.
Anoubleveau d'un an (âge auquel on castre le cocardier) ; à l'âge de deux ans, il devient doublen et à trois ans ternen.

## B
Banes(bano) cornes du cocardier.
Barèmechaque attribut rapporte des points et de l'argent. L'argent reçu diffère à chaque prestation. Les points restent identiques. La coupe de la cocarde vaut 1 point, l'enlèvement de la cocarde et des glands 2 points par attribut. La coupe du frontal : 1 point, l'enlèvement de chaque ficelle 4 points.
Bisquela bisque est le nom de la bave qui apparaît sur le mufle du biòu lorsqu'il s'échauffe.
Biòunom provençal du bœuf (et du cocardier).
Biòu d'ortrophée taurin créé en 1952, qui récompense le meilleur cocardier de la saison. Annuellement décernée par un jury à un seul cocardier, il récompensait autrefois une manade.
Bistournagecastration de jeunes taureaux destinés à la course camarguaise.
Bouvaoupetite arène que la plupart des manadiers possèdent sur leurs terres.
Bourginocorde (bourgine) fixée aux cornes du taureau, permettant de le diriger lors des lâchers de taureaux dans les rues. Son utilisation est interdite par arrêtés préfectoraux dans les Bouches-du-Rhône, le Gard et l'Hérault ; toutefois, elle continue d'être utilisée lors des encierros à l'eyraguaise, à Eyragues (Bouches-du-Rhône).
Bouvino1/ l'espèce bovine, les taureaux ; 2/ zone d'élevage du cocardier pour la course camarguaise, qui couvre environ 70 communes en Languedoc, une vingtaine en Provence. Les habitants la désigne comme le pays de Bouvino.

## C

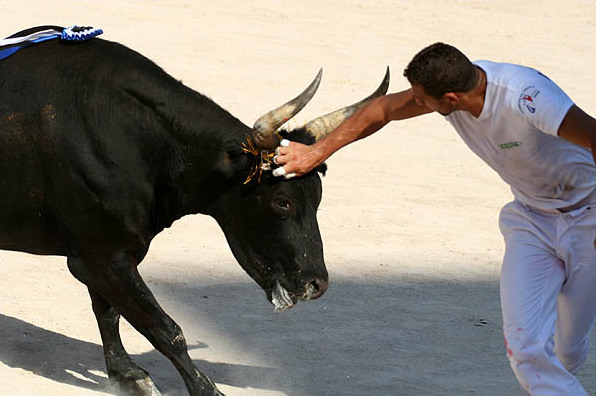
Cocardier et raseteur lors d'une course camarguaise

CapeladoÉquivalent en provençal du paseo de la corrida. Le défilé a lieu sur l'air d'ouverture de Carmen. Répartis en deux files sans ordre préliminaire, les raseteurs terminent la parade avec le salut à la présidence.
Cocardeattribut primé que le raseteur doit retirer du frontal du cocardier ; la coupe de la cocarde vaut 1 point ou l'enlèvement de la cocarde vaut 2 points.
Cocarde d'orépreuve de course camarguaise comptant pour le championnat des raseteurs.
Cocardier (Taureau cocardier)animal vedette de la course camarguaise, il n'est pas mis à mort. Poursuivi par les raseteurs, il rentre au toril soit triomphalement s'il a défendu ses attributs, soit avec humilité si les raseteurs lui ont tout pris. Il porte en provençal le nom de « biòu », (bœuf) car il a été castré à l'âge d'un an lorsqu'il était anouble. Il peut vivre dix ans.
Course camarguaisesport dans lequel les participants tentent d'attraper des attributs primés fixés au frontal et aux cornes d'un bœuf appelé cocardier ou biòu (bœuf en provençal), mais auquel on confère parfois la dignité de taureau en l'appelant : taureau cocardier.
Courses de fêtesjeux participatifs ayant lieu lors des fêtes locales. Ils comprennent notamment  l'abrivado, le bandido, l'encierro, et le toro-piscine.
Course provençaleappellation erronée de la course camarguaise qui renvoie à un antagonisme historique entre Languedoc et « Nacioun Provençalo » que des lettrés ont entretenu à partir du XVe siècle et que le folklore a prolongé. Les corridas espagnoles et portugaises sont toutefois largement représentées en pays de Bouvino.
Coup de barrièreaction du cocardier qui chasse le raseteur en se dressant contre la barricade qui délimite la piste, signifiant ainsi sa domination.
Crochetinstrument pesant entre 200 et 250 grammes formé d'un manche transversal en bois enrobé de chatterton d'une longueur de 8,5 cm, et de quatre lames métalliques dentées et recourbées d'une longueur de 10 cm. Cet appareil permet de trancher la ficelle ou l'élastique qui relie les attributs primés à la tête du cocardier.

## D

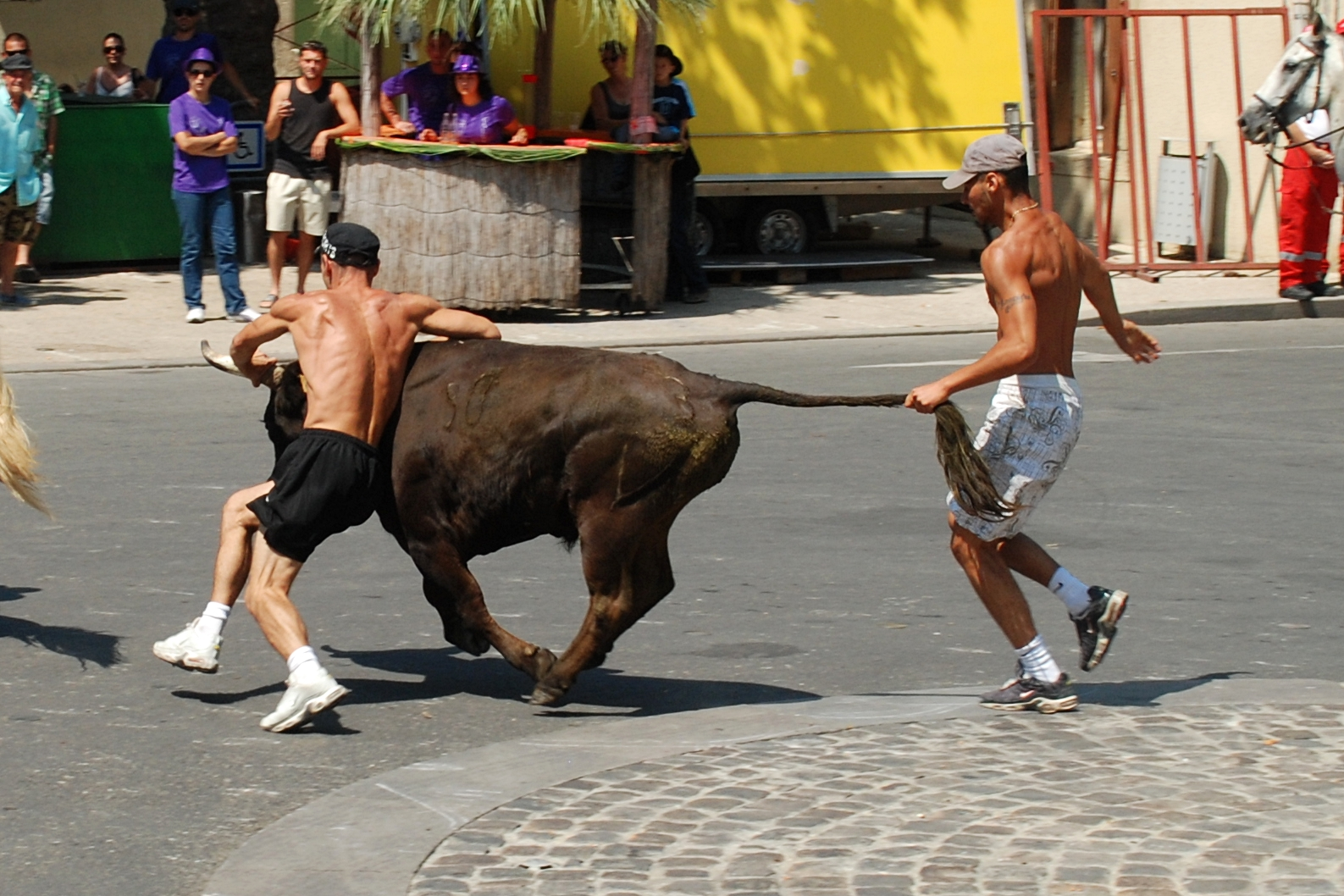
Dountaïres ou attrapaïres

Doublenveau de deux ans.
Dountaïreautre nom des attrapaïres.

## E
On ne retiendra pas les termes encierro, estribo ou despedida qui sont trop caractéristiques de la corrida, mais qui font partie du lexique de la course camarguaise sur certains sites.
EmboulageCapuchon métallique vissé sur la pointe des cornes des vaches ou des taureaux opposés aux raseteurs débutants et aux amateurs dans la course de fête.
Escoussureentaille faite à l'oreille du jeune taureau de Camargue en guise de marque de la manade. Dans les ganaderías il porte le nom de señal.
Emmailleraction de rester groupé pour les gardians lors de l'abrivado.
Enférocerlorsque le cocardier s'échauffe et poursuit ses assaillants avec une vigueur accrue, on dit qu'il s'enféroce.
Enferméemanœuvre du cocardier qui réussit à coincer le raseteur et le met dans une position dont il a du mal à se tirer. On dit aussi Embarrer.
Èr di biòuou air du taureau. Sonnerie de trompette qui annonce l'arrivée du taureau dans l'arène.

## F

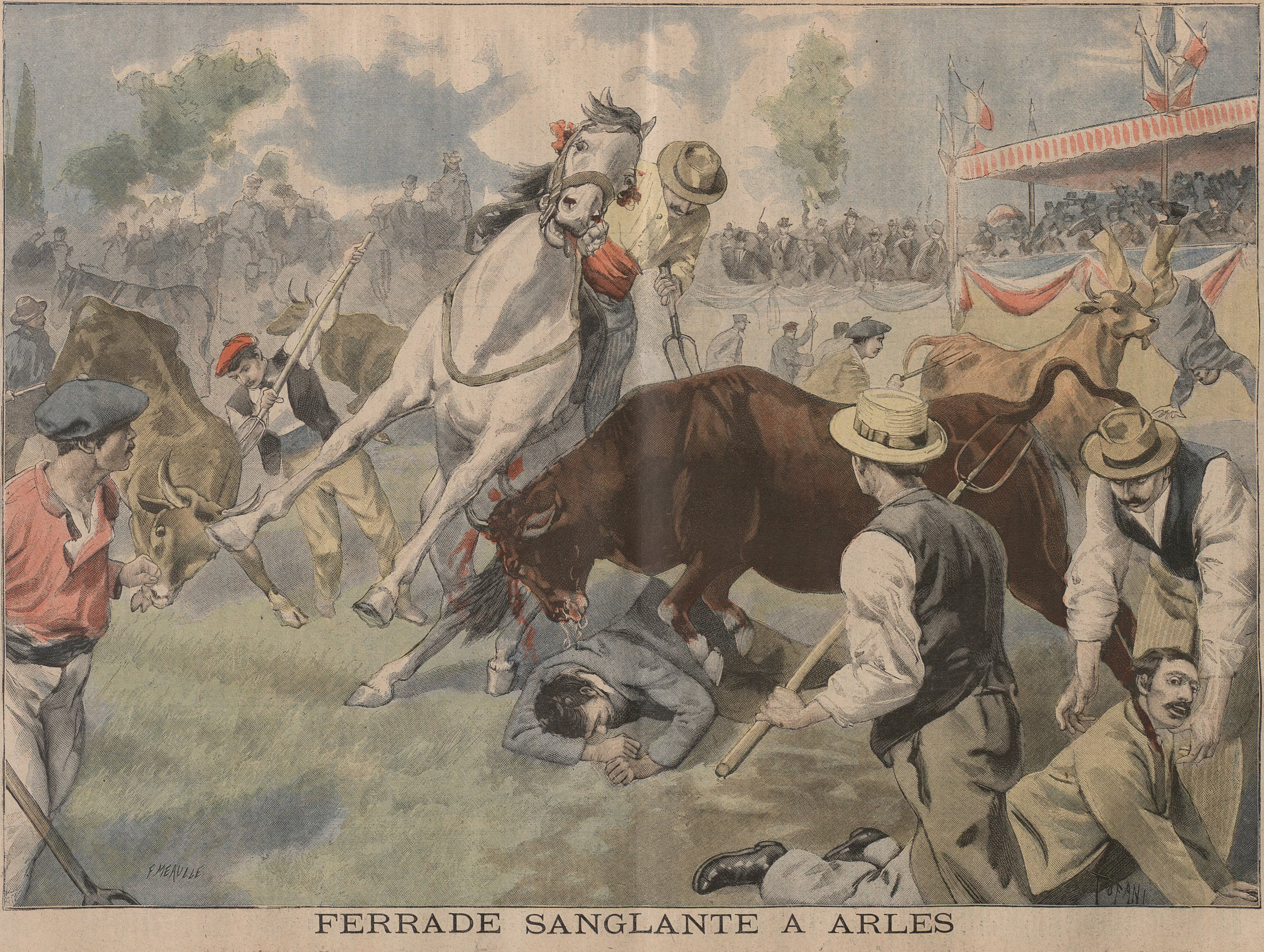
Affiche de Ferrade à Arles

Fé di Biòuexpression provençale pour désigner la passion du taureau.
La Fé di Biòurevue mensuelle de la fédération française de la course camarguaise.
Ficelleattribut primé que le raseteur doit retirer de la corne du cocardier ; le retrait de la ficelle vaut 4 points.
Ferrademarquage au fer rouge des taureaux. C'est aussi l'occasion d'une fête où se retrouve tout le petit monde de la bouvino dans les manades  où l'on donne aussi des repas avec  des jeux de gardians.

## G
Gardiangardien (de taureaux), ouvrier agricole, bouvier des élevages de Camargue.
Glandattribut primé que le raseteur doit retirer de la corne du cocardier ; le retrait du gland vaut 2 points.

## J
Jeux de gardianjeux d’adresse auxquels se livrent les cavaliers camarguais.

## M
Manadedu provençal manado signifiant : poignée. Métaphore pour un petit troupeau ; élevage de taureaux ; propriété où sont élevés les taureaux.

## P
Présidencele rôle du président de la course camarguaise est celui d'un animateur, presque d'un meneur de jeu et d'annonceur. Il encourage la vaillance des raseteurs en annonçant le montant des sommes offertes par des donateurs locaux pour chaque attributs primés.

## R
RasetTechnique pour décrocher les attributs primés qui consiste à provoquer le cocardier pour le faire charger, puis à choisir une direction en arc de cercle qui permet de croiser la course de l'animal sans se faire prendre.
Raseteurprincipal protagoniste  de la course camarguaise face au cocardier auquel il cherche à enlever ses attributs primés en effectuant des rasets.

## S
Simbèu« symbole », « signal », nom du bœuf conducteur avec des sonnailles attachées au cou. Il est chargé de ramener le cocardier refusant de quitter l'arène. C'est l'équivalent du Cabestro. Il porte aussi le nom de Dountaire (« dompteur »).

## T
Taùtaureau non castré réservé à la reproduction.
Ternenbœuf âgé de trois ans.
Tourneurassistant du raseteur. Il est chargé de placer l'animal dans la meilleure position.
Trophéescourses de compétition décernant un trophée aux vainqueurs notamment la cocarde d'or et le trophée des as.
Trophée de l'Avenirrécompense du meilleur raseteur de la catégorie 3 de la saison.
Trophée des Asrécompense du meilleur raseteur de la catégorie 1 de la saison.
Trophée des Raseteursrécompense du meilleur raseteur de la catégorie 2 de la saison.